# Mistrovství světa v bandy 2019
Mistrovství světa v bandy 2019 se konalo na přelomu ledna a února 2019 ve švédském městě Vänersborgu a šlo o 39. mistrovství světa v bandy. Turnaje se zúčastnilo celkem 20 národních reprezentací, které byly rozděleny do divizí A a B, včetně České republiky. Zlaté medaile získalo podvanácté v historii Rusko.

## Výběr pořadatelské země
Na zasedání FIB v roce 2016 v Černé Hoře bylo rozhodnuto, že šampionát uspořádá ruský Irkutsk. Protože tam však nebyly včas zahájeny práce na stavbě stadionu, byl turnaj přemístěn do Švédska. Irkutsk bude nakonec hostit MS 2020.

## Stadiony

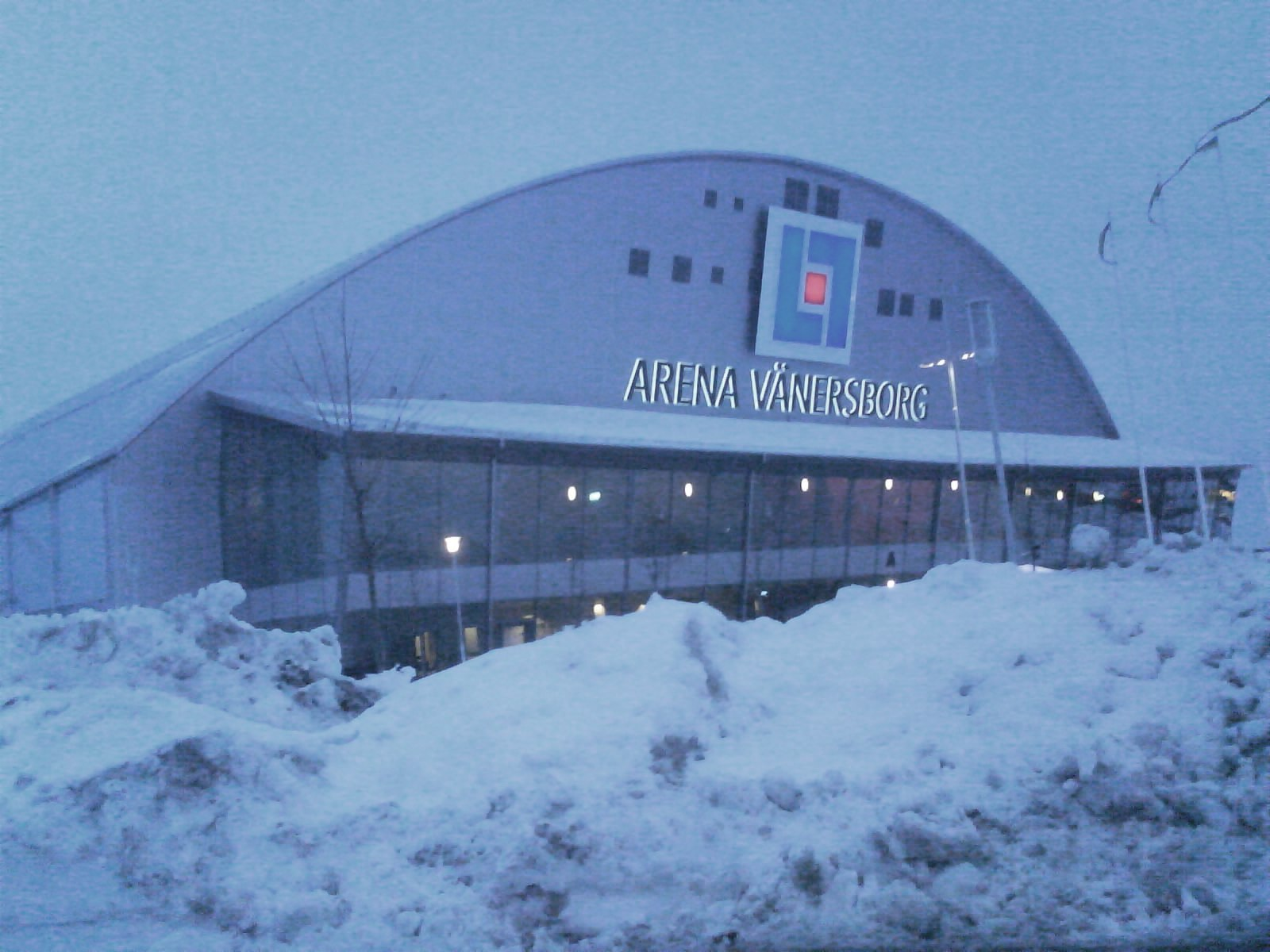
Hlavní vstup do Areny Vänersborg.

| Vänersborg       | Trollhättan     |
| ---------------- | --------------- |
| Arena Vänersborg | Slättberghallen |

## Herní systém
Dvacet účastníků bylo rozděleno do dvou divizí. Obě tyto divize se dále dělily na skupiny A a B. V rámci skupiny se utkal každý s každým. Za vítězství v základní hrací době se udělovaly 2 body, za remízu 1 bod a za porážku 0 bodů. Po každém nerozhodném zápase se střílely penalty, které určovaly pořadí týmů s případným shodným počtem bodů.

### Divize A
Po odehrání všech skupinových zápasů následovala utkání o 7. místo, o 5. místo, čtvrtfinále, semifinále, o 3. místo a finále.
První a druhý tým skupiny A postoupily přímo do semifinále. Třetí tým skupiny A musel sehrát čtvrtfinále s druhým týmem skupiny B a obdobně čtvrtý tým skupiny A hrál čtvrtfinále s vítězem skupiny B. Třetí a čtvrtý tým skupiny B se utkaly v zápase o 7. místo. Tým, který prohraje tento zápas, sestoupil do divize B. Poražení čtvrtfinalisté spolu sehráli duel o 5. místo. Vítěz zápasu mezi třetím týmem skupiny A a druhým týmem skupiny B se utkal v semifinále s druhým týmem skupiny A, zatímco vítěz zápasu mezi čtvrtým týmem skupiny A a prvním týmem skupiny B se utkal v semifinále s vítězem skupiny A. Poražení semifinalisté se následně utkali v duelu o 3. místo a týmy, které v semifinále vyhrály, sehrály finálový souboj o titul mistra světa.

### Divize B
Poslední týmy obou šestičlenných skupin se navzájem utkaly v zápase o 11. místo, týmy na 5. místech o 9. místo, týmy na 4. místech o 7. místo a týmy na 3. místech o 5. místo. Vítěz skupiny A se poté v semifinále utkal s druhým týmem skupiny B, zatímco vítěz skupiny B v semifinále narazil na druhý tým skupiny A. Poražení semifinalisté se následně utkali v duelu o 3. místo a týmy, které v semifinále vyhrály, sehrály finálový souboj o postup do divize A světového šampionátu.

## Základní skupiny[3]
| Divize A            | Divize A               |
| Skupina A           | Skupina B              |
| ------------------- | ---------------------- |
| Rusko               | Spojené státy americké |
| Švédsko (pořadatel) | Norsko                 |
| Finsko              | Německo                |
| Kazachstán          | Nizozemsko             |

| Divize B  | Divize B       |
| Skupina A | Skupina B      |
| --------- | -------------- |
| Maďarsko  | Japonsko       |
| Estonsko  | Čína           |
| Ukrajina  | Slovensko      |
| Kanada    | Somálsko       |
| Česko     | Lotyšsko       |
| Švýcarsko | Velká Británie |

Poznámka: V divizi A byla skupina A nadřazená skupině B, ale v divizi B byly obě skupiny rovnocenné.

## Divize A[4]
Všechny časy jsou lokální (středoevropský čas).

### Skupina A
| Pořadí | Tým        | Zápasy | Výhry | Remízy | Prohry | Skóre | Body | Postup      |
| ------ | ---------- | ------ | ----- | ------ | ------ | ----- | ---- | ----------- |
| 1.     | Švédsko    | 3      | 3     | 0      | 0      | 34:5  | 6    | Semifinále  |
| 2.     | Rusko      | 3      | 2     | 0      | 1      | 29:9  | 4    | Semifinále  |
| 3.     | Finsko     | 3      | 1     | 0      | 2      | 11:9  | 2    | Čtvrtfinále |
| 4.     | Kazachstán | 3      | 0     | 0      | 3      | 2:53  | 0    | Čtvrtfinále |

 Švédsko -  Rusko 6:4 (3:1)
26. ledna, 16:15 - Arena Vänersborg, Vänersborg.
Branky: 19. Pizzoni Elfving, 37. Jansson, 44. Edlund, 61. Esplund, 63. E. Pettersson, 90. Berlin - 36., 49. 81. Iškeldin, 90+1. Mirgazov.
Zápis o utkání
 Finsko -  Kazachstán 9:0 (2:0)
26. ledna, 18:00 - Boda IP, Borås.
Branky: 10., 24., 73. a 85. Fedorov, 53., 64. a 79. Tuomas Määttä, 69. Kumpuoja (pen.), 71. Teemu Määttä.
Zápis o utkání
 Rusko -  Kazachstán 22:1 (9:1)
28. ledna, 16:30 - Arena Vänersborg, Vänersborg.
Branky: 4., 8., 46., 52. a 78. Jegoryčev, 30., 43., 45+1., 58. a 84. Bondarenko, 17., 71., 80. a 82. Děrgajev, 36., 39., 62. a 81. Mirgazov, 10. Džusojev, 74. Kalančin, 87. Vasiljenko, 90. Prokopjev - 15. Všivkov.
Zápis o utkání
 Švédsko -  Finsko 6:0 (1:0)
28. ledna, 19:00 - Ale Arena, Surte.
Branky: 24. a 74. Andersson, 55. a 66. E. Pettersson (pen.), 51. Esplund, 68. Löfstedt.
Zápis o utkání
 Finsko -  Rusko 2:3 (2:1)
30. ledna, 16:00 - Arena Vänersborg, Vänersborg.
Branky: 3. Liukkonen, 40. Heinonen - 18. Befus, 50. Děrgajev (pen.), 88. Iškeldin.
Zápis o utkání
 Švédsko -  Kazachstán 22:1 (11:0)
30. ledna, 19:30 - Arena Vänersborg, Vänersborg.
Branky: 3., 6., 14. a 40. (pen.) E. Pettersson, 20., 82., 88. a 90. Edlund, 9., 11. a 37. Andersson, 60., 69. a 84. Fagerström, 35. a 51. Jansson, 62. a 80. Esplund, 27. Löfstedt, 30. Sjöström, 65. Gilljam, 67. Pizzoni Elfving - 58. Utebalijev.
Zápis o utkání

### Skupina B
| Pořadí | Tým           | Zápasy | Výhry | Remízy | Prohry | Skóre | Body | Postup      |
| ------ | ------------- | ------ | ----- | ------ | ------ | ----- | ---- | ----------- |
| 1.     | Norsko        | 3      | 3     | 0      | 0      | 45:4  | 6    | Čtvrtfinále |
| 2.     | Spojené státy | 3      | 1     | 1      | 1      | 23:15 | 3    | Čtvrtfinále |
| 3.     | Německo       | 3      | 1     | 1      | 1      | 21:42 | 3    | O 7. místo  |
| 4.     | Nizozemsko    | 3      | 0     | 0      | 3      | 12:40 | 0    | O 7. místo  |

 Norsko -  Spojené státy 6:3 (4:0)
27. ledna, 12:00 - Arena Vänersborg, Vänersborg.
Branky: 12., 39. a 83. Callander, 2. a 45. Kristoffersen, 51. Jerner - 69. Lickteig, 88. Carman, 90. Fabie.
Zápis o utkání
 Nizozemsko -  Německo 10:13 (2:8)
27. ledna, 15:00 - Arena Vänersborg, Vänersborg.
Branky: 5., 52., 61. (pen.) a 78. Cras, 48. a 86. Speijers, 21. Vriezen, 57. S. Tveitan, 83. Hinsbroek, 90. Geenen - 22., 36., 75. a 87. Koljagin, 2., 32. a 64. Dunaev, 8., 20. a 54. Koch, 27. a 66. J. Wang-Norderud, 11. Kuzněcov.
Zápis o utkání
 Spojené státy -  Nizozemsko 13:2 (6:1)
28. ledna, 9:30 - Arena Vänersborg, Vänersborg.
Branky: 11., 39. a 47. Zitouni, 13., 43. a 49. Brown, 17. (pen.), 46. a 68. Richardson, 75. a 85. Lickteig, 24. Palmer, 79. Knutson - 45+3. Cras, 56. Den Brok.
Zápis o utkání
 Německo -  Norsko 1:25 (1:9)
28. ledna, 13:00 - Arena Vänersborg, Vänersborg.
Branky: 8. Dunaev - 5., 19., 21. (pen.), 31., 64., 77. a 79. Kristoffersen, 2., 18., 26., 54. a 90+1. Callander, 53., 56., 63., 83. a 90+2. J. Löyning, 38., 61., 87. Jerner, 28. Randsborg, 66. Högevold, 68. Cras, 72. Hagen, 86. Sterkeby.
Zápis o utkání
 Norsko -  Nizozemsko 14:0 (9:0)
30. ledna, 8:00 - Arena Vänersborg, Vänersborg.
Branky: 11., 36., 40. a 76. Callander, 6. a 31. Fremstad, 20. a 62. Jerner, 24. a 58. (pen.) Kristoffersen, 3. Svenn, 42. Remman, 64. Sterkeby, 87. Randsborg.
Zápis o utkání
 Spojené státy -  Německo 7:7 (2:4), pen. 2:0
30. ledna, 11:30 - Arena Vänersborg, Vänersborg.
Branky: 12. a 68. Fabie, 69. a 78. Richardson, 1. Lickteig, 65. Brown, 81. Zitouni - 22., 37. a 82. Dunaev, 40., 42. (obě z pen.) a 55. Koch, 47. Kuzněcov.
Zápis o utkání

### Playoff
|  | Čtvrtfinále 1 |               |               |  |      |              |              |              |  |               |               |                |   |
|  | A1            | Švédsko       | -             |  |      |              |              |              |  |               |               |                |   |
|  | B4            | přímý postup  | -             |  |      | Semifinále 1 | Semifinále 1 | Semifinále 1 |  |               |               |                |   |
|  |               |               |               |  |      | ČTF1         | Švédsko      | 20           |  |               |               |                |   |
|  | Čtvrtfinále 2 | Čtvrtfinále 2 | Čtvrtfinále 2 |  | ČTF2 | Kazachstán   | 1            |              |  |               |               |                |   |
|  | A4            | Kazachstán    | 4             |  |      |              |              |              |  |               |               |                |   |
|  | B1            | Norsko        | 1             |  |      |              |              |              |  | Finále        | Finále        | Finále         |   |
|  |               |               |               |  |      |              |              |              |  |               | VSF2          | Rusko (prodl.) | 6 |
|  | Čtvrtfinále 3 | Čtvrtfinále 3 | Čtvrtfinále 3 |  |      |              |              |              |  |               | VSF1          | Švédsko        | 5 |
|  | A3            | Finsko        | 10            |  |      |              |              |              |  |               |               |                |   |
|  | B2            | Spojené státy | 1             |  |      | Semifinále 2 | Semifinále 2 | Semifinále 2 |  | Zápas o bronz | Zápas o bronz | Zápas o bronz  |   |
|  |               |               |               |  |      | ČTF3         | Finsko       | 2            |  | PSF2          | Finsko        | 8              |   |
|  | Čtvrtfinále 4 | Čtvrtfinále 4 | Čtvrtfinále 4 |  | ČTF4 | Rusko        | 6            |              |  | PSF1          | Kazachstán    | 2              |   |
|  | A2            | Rusko         | -             |  |      |              |              |              |  |               |               |                |   |
|  | B3            | přímý postup  | -             |  |      |              |              |              |  |               |               |                |   |

#### Čtvrtfinále
Kazachstán -  Norsko 4:1 (1:1)
31. ledna, 15:30 - Arena Vänersborg, Vänersborg.
Branky: 44. a 64. (pen.) Isalijev, 84. Šadrin, 89. Nugmanov (pen.) - 27. Callander.
Zápis o utkání
 Finsko -  Spojené státy 10:1 (5:0)
31. ledna, 19:00 - Arena Vänersborg, Vänersborg.
Branky: 7., 41. a 55. Lukkarila, 45+1. a 70. Tuomas Määttä, 53. a 72. Heinonen, 3. Kumpuoja, 14. Liukkonen, 60. Tommi Määttä - 67. Sawatske.
Zápis o utkání

#### Zápas o 7. místo
Německo -  Nizozemsko 12:6 (5:4)
1. února, 9:00 - Slättbergshallen, Trollhättan.
Branky: 10., 14., 31., 45+1. a 64. (pen.) Koch, 52. a 79. Kuzněcov, 69. a 71. Koljagin, 3. Dunaev, 48. J. Wang-Norderud, 87. V. Wang-Norderud - 9., 13. a 51. Cras, 45. a 90+1. Hengst, 12. S. Tveitan.
Zápis o utkání

#### Zápas o 5. místo
Norsko -  Spojené státy 9:3 (3:0)
1. února, 12:30 - Slättbergshallen, Trollhättan.
Branky: 8. a 90+2. Guldbrandsen, 14. a 90. Callander, 68. a 90. P. Löyning, 21. Kristoffersen, 48. Jerner, 81. Randsborg - 49., 62. a 74. Brown.
Zápis o utkání Archivováno 2. 2. 2019 na Wayback Machine.

#### Semifinále
Rusko -  Finsko 6:2 (2:2)
1. února, 16:30 - Arena Vänersborg, Vänersborg.
Branky: 15. a 81. Děrgajev, 22. Vasiljenko, 51. Mirgazov, 52. Iškeldin, 67. Bondarenko - 8. Kumpuoja, 37. Heinonen.
Zápis o utkání
 Švédsko -  Kazachstán 20:1 (11:1)
1. února, 20:00 - Arena Vänersborg, Vänersborg.
Branky: 5., 28., 33., 44. a 48. E. Pettersson, 17., 25., 42. a 61. Edlund, 24., 58., 77. a 82. Fagerström, 35. (pen.) a 65. Pehrsson, 4. Hellmyrs, 10. Gilljam, 56. Jansson, 79. Löfstedt, 80. Pizzoni Elfving - 41. Všivkov.
Zápis o utkání

#### Zápas o 3. místo
Finsko -  Kazachstán 8:2 (3:0)
2. února, 10:00 - Arena Vänersborg, Vänersborg.
Branky: 14., 56. a 68. Tuomas Määttä, 12. Teemu Määttä, 43. Hauska, 48. Aaltonen, 61. Peuhkuri, 82. Fedorov - 50. (pen.) a 86. Isalijev.
Zápis o utkání

#### Finále
Rusko -  Švédsko 6:5 prodl. (1:3)
2. února, 16:00 - Arena Vänersborg, Vänersborg.
Branky: 63., 79. a 102. Mirgazov, 13. (pen.) a 71. Děrgajev, 89. Vikulin - 2. a 75. Edlund, 39. Esplund, 42. Pettersson, 67. Fagerström.
Zápis o utkání

### Ocenění
Nejlepší hráči vybraní vedením turnaje:
- Nejlepší brankář:  Kimmo Kyllönen
- Nejlepší obránce:  Martin Johansson
- Nejlepší záložník:  Maxim Iškeldin
- Nejlepší útočník:  Erik Pettersson
- Nejužitečnější hráč:  Erik Pettersson
- Cena Fair play:  Švédsko

## Divize B

### Skupina A
| Pořadí | Tým       | Zápasy | Výhry | Remízy | Prohry | Skóre | Body | Postup      |
| ------ | --------- | ------ | ----- | ------ | ------ | ----- | ---- | ----------- |
| 1.     | Estonsko  | 5      | 4     | 0      | 1      | 35:18 | 8    | Semifinále  |
| 2.     | Maďarsko  | 5      | 4     | 0      | 1      | 24:16 | 8    | Semifinále  |
| 3.     | Kanada    | 5      | 3     | 1      | 1      | 25:11 | 7    | O 5. místo  |
| 4.     | Česko     | 5      | 2     | 0      | 3      | 10:16 | 4    | O 7. místo  |
| 5.     | Ukrajina  | 5      | 1     | 1      | 3      | 11:20 | 3    | O 9. místo  |
| 6.     | Švýcarsko | 5      | 0     | 0      | 5      | 6:30  | 0    | O 11. místo |

### Skupina B
| Pořadí | Tým            | Zápasy | Výhry | Remízy | Prohry | Skóre | Body | Postup      |
| ------ | -------------- | ------ | ----- | ------ | ------ | ----- | ---- | ----------- |
| 1.     | Velká Británie | 5      | 5     | 0      | 0      | 39:2  | 10   | Semifinále  |
| 2.     | Japonsko       | 5      | 4     | 0      | 1      | 24:3  | 8    | Semifinále  |
| 3.     | Lotyšsko       | 5      | 3     | 0      | 2      | 39:6  | 6    | O 5. místo  |
| 4.     | Slovensko      | 5      | 2     | 0      | 3      | 17:12 | 4    | O 7. místo  |
| 5.     | Čína           | 5      | 1     | 0      | 4      | 6:41  | 2    | O 9. místo  |
| 6.     | Somálsko       | 5      | 0     | 0      | 5      | 1:62  | 0    | O 11. místo |

### Playoff

#### Semifinále
Estonsko -  Japonsko 12:1
 Velká Británie -  Maďarsko 5:4

#### O 3. místo
Japonsko -  Maďarsko 0:6

#### Finále
Estonsko -  Velká Británie 9:3

## Celkové pořadí
| Pořadí           | Tým            |
| ---------------- | -------------- |
| Zlatá medaile    | Rusko          |
| Stříbrná medaile | Švédsko        |
| Bronzová medaile | Finsko         |
| 4.               | Kazachstán     |
| 5.               | Norsko         |
| 6.               | USA            |
| 7.               | Německo        |
| 8.               | Nizozemsko     |
| 9.               | Estonsko       |
| 10.              | Velká Británie |
| 11.              | Maďarsko       |
| 12.              | Japonsko       |
| 13.              | Lotyšsko       |
| 14.              | Kanada         |
| 15.              | Česko          |
| 16.              | Slovensko      |
| 17.              | Ukrajina       |
| 18.              | Čína           |
| 19.              | Švýcarsko      |
| 20.              | Somálsko       |